# Scarface (rapper)
Brad Terrence Jordan (Houston, 9 november 1970), beter bekend als Scarface, is een Amerikaanse rapper. Hij is lid van een rapgroep, genaamd Geto Boys.

## Discografie
Albums
- Mr. Scarface Is Back (1991)
- The World Is Yours (1993)
- The Diary (1994)
- The Untouchable (1997)
- My Homies (1998)
- The Last of a Dying Breed (2000)
- The Fix (2002)
- Balls and My Word (2003)
- My Homies Part 2 (2006)
- Made (2007)
- Emeritus (2008)
- The Habit (2010)
- Deeply Rooted (1 december 2014)

- Bibliothèque nationale de France: cb13974875n (data)
- Gemeinsame Normdatei: 135020670
- International Standard Name Identifier: 0000 0000 5519 5504
- Library of Congress Control Number: no98049227
- MusicBrainz: 7d0b6027-8132-4417-8c4c-ef0bbf9161c0
- SNAC: w6ns11h5
- Virtual International Authority File: 268768496
- WorldCat: E39PBJxRBx7kgPt7f4vCtpVDMP